# Antonio Cárdenas Rodríguez
Antonio Cárdenas Rodríguez (General Cepeda, 6 ottobre 1903 – Messico, 4 luglio 1969) è stato un militare e aviatore messicano pluridecorato dagli Stati Uniti d'America, dalle Filippine e dal governo messicano. Fu il comandante della Fuerza Aérea Expedicionaria Mexicana che operò durante la seconda guerra mondiale nella guerra del Pacifico e insieme al capitano Radamés Gaxiola Andrade, anche il comandante dello Squadrone 201 che si distinse nella Campagna delle Filippine e in particolare nella battaglia di Luzon.

## Biografia
Partecipò alla guerra Yaqui nello stato di Sonora e alla guerra cristera negli stati di Jalisco e Colima. Fu uno dei piloti scelti per collegare Città del Messico con Nuevo Laredo per conto del servizio postale aereo del Segretariato delle Comunicazioni e delle Opere Pubbliche.
Il colonnello realizzò un volo senza scali dalla città di Oakland, California, a Cerro Loco, Oaxaca, e iniziò un volo volontario per diversi paesi dell'America Latina con scali nelle repubbliche del Centro e Sudamerica. Ricoprì quasi 35 000 chilometri in 118 ore di volo a bordo di un aereo Lockheed L-12 (proprietà del Segretariato delle Comunicazioni) battezzato con il nome di Presidente Carranza e facendo rientro nella capitale messicana il 13 settembre 1940.
Fu lui a traslare i resti dell'autore della musica dell'Himno Nacional Mexicano, Jaime Nunó, dagli Stati Uniti d'America (Buffalo, New York) al Messico nel 1942. Morì nel 1969.

## Carriera militare
Ricoprì diversi incarichi e commissioni, tra i quali spiccano:
- Professore di Tattica Aerea presso la Scuola Militare di Applicazione di Aeronautica.
- Provatore di Aeromobili Militari presso il Dipartimento di Aeronautica (pilota di prove).
- 1º reggimento aereo.
- Stato Maggiore del Segretariato della Guerra e della Marina.
- Osservatore militare presso il teatro delle operazioni nordafricano.
- Capo del Gruppo di Perfezionamento negli Stati Uniti prima che il Messico entrasse nella seconda guerra mondiale.
- Comandante della Fuerza Aérea Expedicionaria Mexicana.
- Capo della Direzione dell'Aeronautica Militare / Capo della Fuerza Aérea Mexicana.
- Sotto il suo comando le strutture nei campi di Balbuena furono chiuse e ricevette il presidente della Repubblica Miguel Alemán Valdés che inaugurò le strutture al BAM n. 1 di Santa Lucía nel 1952.

Cárdenas Rodríguez si ritirò dall'aeronautica militare con il grado di generale di divisione.

## Decorazioni straniere
Ottenne le seguenti condecorazioni all'estero:
- "Croce di 1ª classe" del Governo della Spagna.
- "Ordine Carlos Manuel de Céspedes" della Repubblica di Cuba.
- "Cruz de Servicios Distinguidos" della Repubblica del Nicaragua.
- "Ordine Balboa" della Repubblica di Panama.
- "Abdón Calderón" di 2ª classe, assegnata dal Governo dell'Ecuador.
- "Ordine nazionale della Croce del Sud" della Repubblica del Brasile.
- "Merito Militare di 2ª classe", per il suo illustre lavoro tecnico professionale svolto a beneficio della Fuerza Aérea Mexicana.
- "Servizio nell'Estremo Oriente" per aver partecipato alla seconda guerra mondiale.
- "Legion of Merit" con grado di Ufficiale, assegnata dal governo statunitense, sotto istruzioni precise del generale Douglas MacArthur.
- Diploma "per aver attraversato la Linea dell'Equatore", 1º maggio 1943.
- "Liberazione delle Filippine", concessa dal Governo delle Isole Filippine.